# 珠海公交T88路线
珠海公交T88路线是广东省珠海市内的一条高速线路，由湖心路口总站至横琴客运码头，运营方是珠海公交观光旅游公司。
该线路是珠海市首条行驶高速的线路，也是珠台高速首条公交路线。

## 简介
- 线路由湖心路口总站至横琴客运码头，以6台广客GTZ6107BEVB1车型运营。
- 本线路服务时间是湖心路口总站07:00-18:45，横琴客运码头07:50-19:00。

## 历史
2020年12月21日，珠海公交开通本线路。本线路为当时第一条高速线路，也是第一条行驶S36珠台高速的线路。12月27日，受横琴马拉松影响，本线路临时截断至珠海保税区。
2021年5月10日，为提升服务品质，G88路更名为T88专线，同时中途双向增停“横琴大桥南”站，车辆增加至9台。与此同时，本线路票价改为5元。

## 线路停靠站点
截至2025年3月14日，珠海公交T88路共停站8个。
| G88路 湖心路口总站 ←→ 横琴客运码头 |              |          |
| 上行编號                           | 站名         | 下行编號 |
| 1                                  | 湖心路口总站 | 8        |
| 2                                  | 保利香槟     | 7        |
| 3                                  | 时代山湖海   | 6        |
| 4                                  | 横琴大桥南   | 5        |
| 5                                  | 银鑫花园     | 4        |
| 6                                  | 城轨横琴站   | ↑        |
| ↓                                  | 横琴口岸     | 3        |
| 7                                  | 横琴新家园   | 2        |
| 8                                  | 横琴客运码头 | 1        |